# Estación Atamisqui
Estación Atamisqui es una localidad argentina ubicada en el departamento Atamisqui, de la provincia de Santiago del Estero. Se halla en la intersección de las rutas provinciales 1, 159, 107 y 161; la 1 la comunica al sur con Medellín, la 159 al oeste con la Ruta Nacional 9 y al este con Villa Atamisqui y la 107 al norte con Villa San Martín.
Nació a partir de una estación del Ferrocarril Central Argentino, en tierras recién ganadas a los originarios en cercanías de Villa Atamisqui. La decisión de que el ferrocarril pase por este paraje produjo a la postre una caída económica en la mencionada localidad de Atamisqui.

## Población
Cuenta con 418 habitantes (Indec, 2010), lo que representa un incremento del 22,2% frente a los 342 habitantes (Indec, 2001) del censo anterior.
| Gráfica de evolución demográfica de Estación Atamisqui entre 1991 y 2010 |
|                                                                          |
| Fuente: Censos nacionales del INDEC                                      |